# Sikorla-Diérikandougou
Sikorla-Diérikandougou, également orthographié Sikorla-Djerkandougou – ou Soukolo en sénoufo –, est une commune rurale située dans le département de Samorogouan de la province de Kénédougou dans la région des Hauts-Bassins au Burkina Faso.

## Géographie
Sikorla-Diérikandougou – qui signifie « sous le karité (soukolo ayant dérivé en Sikorla) au piment » en sénoufo – est situé en pays sénoufo, à environ 15 km à l'est de Samorogouan. Le village est constitué de sept grands quartiers : Kanga, Doudougou, Zakayila, Koromon, Sandiélé, Safogo et Gwadji tandis que les lieux-dits de brousse sont Gnabwogo, Borofagué et Kagnonfagué. Les marigots de la commune sont appelés Lofoutagogo, Faga, Gnoro, Siwara et Koudriguèguè.
Le village regroupe des personnes des ethnies Sénoufos et Mossi.

## Administration
Dépendant sur le plan administratif du maire de Samorogouan (où le village a deux conseillers administratifs) dans ses rapports à l'État et pour l'organisation des services publics, la commune de Sikorla-Diérikandougou répond également à une chefferie traditionnelle tenue par le chef coutumier (Koulfo) qui assure le respect et l'adoration des lieux sacrés et le chef du village (Kanhafolo) qui l'administre localement. Cette chefferie est transmise de manière patrilinéaire au sein de la famille Kolné (pour le Koulfo) et de la famille Traoré (pour le Kanhafolo) et passe à l'homme le plus âgé dans la grande famille paternelle de l'ancien chef à sa mort ; les généalogies sont, pour les chefs koulfo : Gnagoro, Adama et Gnazanga Koné ; et pour les chefs kanhafolo : Sozé, Klouta et Dramane Sadjio Traoré.

## Économie
L'économie de la commune repose sur l'agriculture de subsistance (mil, maïs, sorgho, haricot, arachides, patates, sésame) ainsi que sur la culture de rente du coton depuis plusieurs décennies. Sikorla-Diérikandougou a cinq Groupements de producteurs de coton (les GPCs Ala kabo, Faso djigui, Mogokélen fatè, Wendpanga et Fadouba) dans le village ainsi que quatre associations de culture (Kanga, Zakayi, Zama et Doussou) mais pas d'association de femmes. L'élevage (bœufs, chèvres, moutons, volailles) est aussi pratiqué.
Le village possède depuis de nombreuses décennies, un marché hebdomadaire fréquenté par les populations et les marchands venus de Kokoro, Faranga, Kabala, N'Gana et Banzon.

## Santé et éducation
Depuis 1997, Sikorla-Diérikandougou accueille dans le quartier Kanga un centre de santé et de promotion sociale (CSPS) ainsi que deux dépôts pharmaceutiques. Il y a sept forages et deux puits à grand diamètre dans la commune en plus des puits peu profonds.
La commune possède seulement deux écoles primaires : l'école A (de six classes) ouverte en 1978 et l'école B (de deux classes) en 2008, mais pas de centre d'alphabétisation ni d'enseignement secondaire qui doit être suivi à Samorogouan.

## Religion
Historiquement de religion traditionnelle reposant sur le fétichisme, il existe toujours à Sikorla-Diérikandougou des croyances liées aux quatre grands fétiches : « Konon » venu du village de Nini au Mali, « Gnan » originaire de Kagnagara, « Dangoro » originaire de Douna et « Gwaworosso » originaire de Kénédougou au Mali. Il existe également cinq lieux sacrés que sont Blasséri, Kouné, Sisson, Tiégari et Tiezimé.
Le protestantisme (dans le quartier Zakayila) et le catholicisme (dans quartier Zegbiekayila) sont présents dans la commune tandis que l'islam sunnite et l'islam chiite sont tous deux présents et pratiqués dans les deux mosquées situées à Bwadji et à Kanga.

## Culture
Il existe à Sikorla-Diérikandougou trois groupes traditionnels de balafon ainsi que d'autres ensembles traditionnels musicaux : Mougougné, Dogpingué, Zabégué et Guérigné qui jouent aux fêtes et adorations.